# Trachusa baluchistanica
Trachusa baluchistanica är en biart som först beskrevs av Mavromoustakis 1939.  Trachusa baluchistanica ingår i släktet hartsbin, och familjen buksamlarbin. Inga underarter finns listade i Catalogue of Life.